# Kepler-11 c
Kepler-11c — одна из экзопланет, открытых телескопом «Кеплер».

## Характеристики
Kepler-11c имеет массу 13,5 M⊕ и радиус 3,15 ± 0,3 R⊕. Средняя плотность 2,3 +1,3
−1,1 г/см3.
Горячий аналог Урана в Солнечной системе, то есть состоит в основном из льдов с примесью каменных пород. На водородно-гелиевую атмосферу приходится 5—10 % массы планеты.